# Casa de Garcia de Resende
A Casa de Garcia de Resende situa-se na Rua de São Manços na freguesia da Évora (São Mamede, Sé, São Pedro e Santo Antão) em Évora.
Esta casa foi construida no século XVI pelo famoso arquitecto Diogo de Arruda. Segundo a tradição aqui habitava o famoso cronista Garcia de Resende.
Actualmente destacam-se as janelas representativas da arquitectura manuelina.
A Casa de Garcia de Resende está classificada como Monumento Nacional desde 1910.